# オキシトロピウム
オキシトロピウム臭化物（Oxitropium bromide）は、抗コリン薬の一つであり、気管支喘息やCOPDの治療に用いられる。商品名テルシガン。エアロゾル剤が市場に供給されている。

## 効能・効果
気管支喘息、慢性気管支炎、肺気腫による呼吸困難等の緩和

## 臨床試験
気管支喘息、慢性気管支炎、肺気腫に対する有効率（中等度改善以上）はそれぞれ46.7%、29.9%、37.9%であった:8。

## 禁忌
緑内障患者、前立腺肥大症患者、スコポラミン系薬剤に対する過敏症の既往歴がある患者には禁忌である。

## 副作用
主な副作用は口渇、嘔気、咳嗽、咽頭炎、苦味である。

## 薬物動態
血中に移行する薬物量（吸入量の15%）は、吸入投与後2.5時間で最大となり、半減期は2.4時間である。主代謝産物は加水分解物であり、96時間までの腎および肝排泄率はそれぞれ11%、88%である。